# Piotr Żaczek
Piotr Żaczek – polski muzyk sesyjny, kontrabasista i gitarzysta basowy. Członek zespołu Poluzjanci.
Współpracował z czołówką polskich gwiazd muzyki rozrywkowej (np. Urszula, Natalia Kukulska, Edyta Górniak, Justyna Steczkowska, Kayah) oraz jazzu (np. Dorota Miśkiewicz, Anna Serafińska, Marcin Nowakowski), a także z wieloma zagranicznymi artystami.
W 2006 roku Żaczek wydał swoją pierwszą płytę solową, Mutru. W 2009 wydał drugą płytę - Balboo.

## Dyskografia

### solo
- 2006 – Mutru
- 2009 – Balboo

### Poluzjanci

#### albumy
- 2000 – Tak po prostu
- 2010 – Druga płyta
- 2011 – Trzy metry ponad ziemią

#### single
- 2000 – Na planecie pełnej ludzi (singel)
- 2005 – Tralala 300 (singel)
- 2005 – Najpiękniejsi (singel)

### jako muzyk sesyjny
- Nic nie zastąpi mi piosenki – Agnieszka Osiecka
- Ala Janosz – Alicja Janosz
- Moje oczy są zielone – Anita Lipnicka
- 1999 – Melodies – Anna Serafińska[2]
- One Mirror… Many Reflections – Cezary Konrad
- De Su – De Su
- Wierzę piosence – Edyta Geppert
- 1999 – Live ’99 – Edyta Górniak
- Perła – Edyta Górniak
- 2001 – Mówię tak, myślę nie – Ewa Bem
- Song Of Love – Ewa Małas-Godlewska & José Cura
- ? – Ferid Lakhdar
- Night in Praha – Krzysztof Fetraś Trio
- Foto – Formacja Nieżywych Schabuff
- Supermarket – Formacja Nieżywych Schabuff
- What? So What! – Funk De Nite
- Georgina – Georgina Tarasiuk
- 2003 – A Street Between Sunrise And Sunset – Satellite
- The road to Harry’s Bar (DVD z koncertu) – Gordon Haskell
- Dwa serca – Ada Gostkowswka
- Przystanek bez drogowskazu… Garaże gwiazd – Halina Frąckowiak
- ? – Jan Bzdawka
- 15 minut – 15 Minut Projekt
- Dzień i Noc – Justyna Steczkowska
- Naga – Justyna Steczkowska
- Kaja Paschalska – Kaja Paschalska
- Czar korzeni – Katarzyna Gärtner
- 2006 – Feniks – Kasia Cerekwicka
- Mozaika – Kasia Cerekwicka
- Pokój 203 – Kasia Cerekwicka
- MTV Unplugged – Kayah
- Stereo typ – Kayah
- The Best & The Rest – Kayah
- 2009 – Skała – Kayah
- Nie pytaj o pogodę – Jurek Muszyński & Elektrycy
- Przebudzenie – Kostek Joriadis
- Sen o miłości – Kostek Joriadis
- Dziesięć pięter – Marek Andrzejewski
- Pierwszy stopień – Mario Szaban
- LIVE (z festiwalu w Bratysławie) – Little Egoists
- Mathplanete – Mathplanete
- Czarno na białym – Mietek Szcześniak
- Kolędy – Mietek Szcześniak
- Natalia Kukulska – Natalia Kukulska
- Po tamtej stronie – Natalia Kukulska
- Norbi – Norbi
- Nexo – Oxen
- Rocznik ‘72 – Patrycja Kosiarkiewicz
- Reperkusje – Piotr Remiszewski
- Jedna na cały świat – Renata Dąbkowska
- RMF FM – Moja i Twoja muzyka – różni wykonawcy
- 3 – Smolik
- Święta Święta 1 – różni wykonawcy
- Święta Święta 2 – różni wykonawcy
- Święta Święta 4 – różni wykonawcy
- CV – Tomasz Łosowski
- Biała droga – Urszula
- Satellite – Wojtek Szatkowski
- Myśli warte słów – Łukasz Zagrobelny
- Sharmi – Ania Szarmach
- 2010 – Inna – Ania Szarmach
- Hidden Treasure – Isis Gee
- Demo – Dorota Jarema
- Soni – Dorota Jarema
- Usłysz mnie – Krystyna Stańko
- Old School Fusion Live – Laboratorium
- Nasza Niepodległa – różni wykonawcy
- 2009 – Cuda – Magda & Indigo